# Gattaran
Gattaran est une municipalité de la province de Cagayan, aux Philippines.

## Barangays
Gattaran compte 50 barangays.
| - Abra - Aguiguican - Bangatan Ngagan - Baracaoit - Baraoidan - Barbarit - Basao - Bolos Point - Cabayu - Calaoagan Bassit - Calaoagan Dackel - Capiddigan - Capissayan Norte - Capissayan Sur - Casicallan Sur - Casicallan Norte - Centro Norte (Pob.) - Centro Sur (Pob.) | - Cullit - Cumao - Cunig - Dummun - Fugu - Ganzano - Guising - Langgan - Lapogan - L. Adviento - Mabuno - Nabaccayan - Naddungan - Nagatutuan - Nassiping - Newagac - Palagao Norte | - Palagao Sur - Piña Este - Piña Weste - San Vicente - Santa Maria - Sidem - Santa Ana - Tagumay - Takiki - Taligan - Tanglagan - T. Elizaga (Mabirbira) - Tubungan Este - Tubungan Weste - San Carlos |